# Plaintel
Plaintel is een gemeente in het Franse departement Côtes-d'Armor, in de regio Bretagne. De plaats maakt deel uit van het arrondissement Saint-Brieuc. Plaintel telde op 1 januari 2022 4.571 inwoners.

## Geografie
De oppervlakte van Plaintel bedroeg op 1 januari 2022 26,76 vierkante kilometer; de bevolkingsdichtheid was toen 170,8 inwoners per km².
De onderstaande kaart toont de ligging van Plaintel met de belangrijkste infrastructuur en aangrenzende gemeenten.

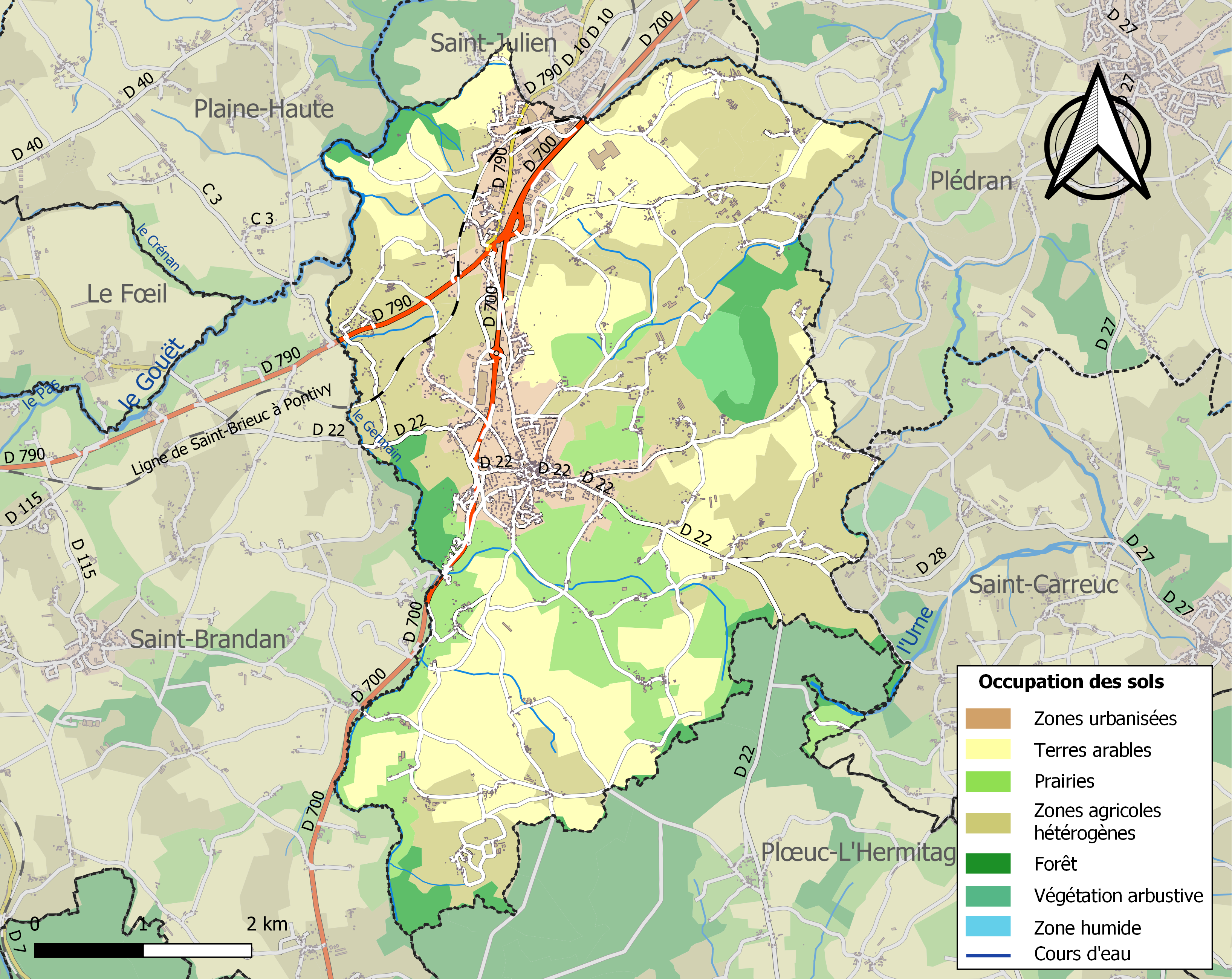

## Demografie
Onderstaande figuur toont het verloop van het inwonertal (bron: INSEE-tellingen).